# Maria Luísa Betioli
Maria Luísa Betioli, född 1 september 1948, är en friidrottare från Brasilien. Hon deltog vid olympiska sommarspelen 1976.